# Тахифилаксия
Тахифилакси́я (англ. Tachyphylaxis, от др.-греч. ταχύς — быстрый, скорый + φύλαξις — охрана, защита) — специфическая реакция организма, заключающаяся в быстром и кратковременном снижении эффекта от повторного введения какого-либо вещества, в частности, лекарственного средства. Данное  явление, при котором повторное введение препарата приводит к быстрому снижению его эффекта. Оно защищает организм от токсических воздействий и связано с модификацией рецепторов или ускоренным распадом вещества. Тахифилаксия встречается у таких препаратов, как нитроглицерин и эфедрин, и может быть предотвращена корректным графиком приёма и сменой лекарств.

## Появление термина
Данный термин впервые использовали Эжен Глей и Кристиан Шампи в 1911 году. В экспериментах на собаках и кроликах они показали, что введение в кровь подопытного животного токсического экстракта из жёлтого тела яичников коров в несмертельной дозе уже через 15 минут предотвращает гибель этого животного от введения смертельной дозы тех же экстрактов. 

## Проявление
Тахифилактический эффект чаще всего проявляется при применении лекарств, воздействующих на нервную систему. Однако он может появиться при приёме любых препаратов.
Примеры медикаментов, подверженных этому эффекту: эфедрин, тирамин, морфин, нитроглицерин, атропин.
При тахифилаксии лечение человека становится неэффективным — появляются новые симптомы заболевания или возвращаются старые. 

## Пресекание тахифилаксии
Прежде всего лечащий врач, если он присутствует, должен убедиться, что снижение эффективности медикаментов вызвано именно реакцией организма, а не слишком маленькой дозировкой или неупотреблением назначенных лекарств. 
В целях профилактики тахифилаксии при применении лекарственных препаратов, следует строго соблюдать график их приёма, производить перерывы между курсами лечения, периодически заменять лекарственные средства на аналогичные по терапевтическому эффекту, но с иным механизмом действия.